# Agelena nigra
Agelena nigra là một loài nhện trong họ Agelenidae.
Loài này thuộc chi Agelena. Agelena nigra được Lodovico di Caporiacco miêu tả năm 1940.